# 110 Carinae
110 Carinae (b² Carinae) é uma estrela na direção da Carina. Possui uma ascensão reta de 08h 59m 24.38s e uma declinação de −59° 05′ 03.8″. Sua magnitude aparente é igual a 5.17. Considerando sua distância de 85 anos-luz em relação à Terra, sua magnitude absoluta é igual a 3.08. Pertence à classe espectral F3V.